# Zbiór praw sądowych

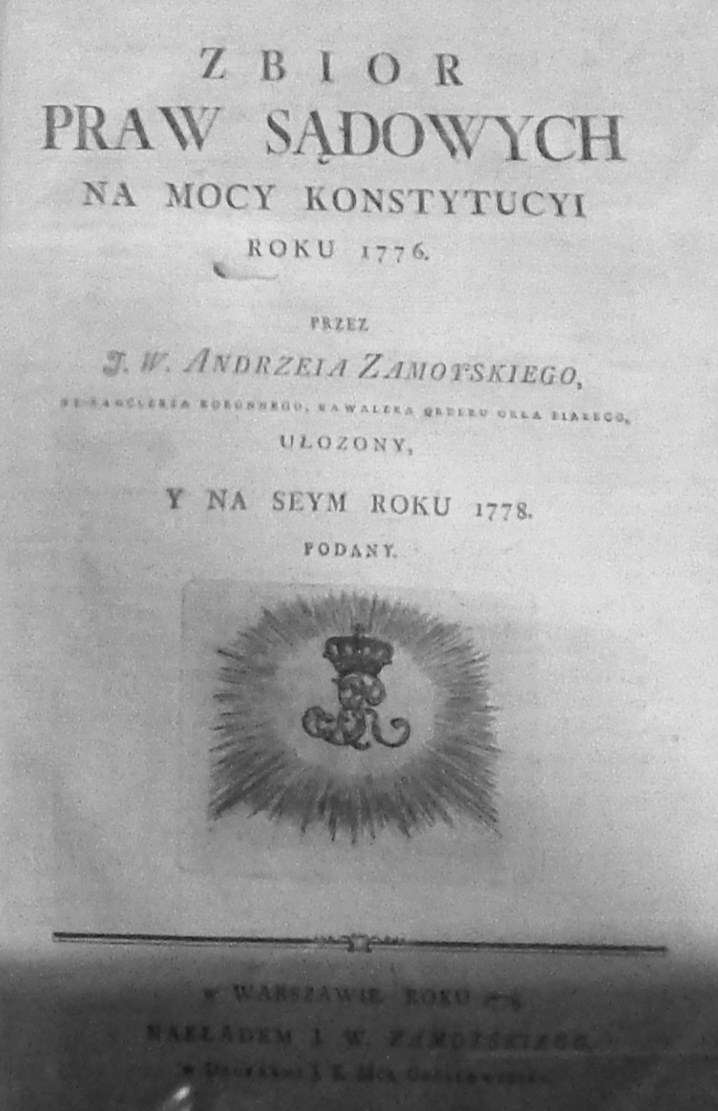
Strona tytułowa

Zbiór praw sądowych (Zbiór praw sądowych na mocy konstytucji roku 1776 przez J.W. Andrzeja Zamoyskiego ekskanclerza koronnego ułożony..., Kodeks Zamoyskiego) – projekt prawa ziemskiego z 1776 roku, opublikowany i przedstawiony do zatwierdzenia przez sejm w 1778 r., a odrzucony przez sejm w 1780.
Jak zauważył sto lat później Walenty Dutkiewicz prace nad kodeksem trwały zaledwie półtora roku, wliczając czas druku.

## Losy projektu
Polska szlachta sprzeciwiała się pomysłom kodyfikacji prawa widząc w nich przejaw autorytarnych zapędów władców. Zamysł uporządkowania prawa nabrał realnych kształtów podczas obrad sejmu skonfederowanego 1776 roku, gdy na wniosek króla powołano komisję o szerokich kompetencjach. Powierzono jej kodyfikację całego polskiego prawa sądowego (ziemskiego) obowiązującego w całej Rzeczypospolitej (w Koronie i na Litwie). Na jej czele stanął były kanclerz wielki koronny Andrzej Zamoyski, w skład komisji wchodził także Józef Wybicki. Dobór członków  zależał według ustawy od Zamoyskiego: do pomocy tey pod rządem swoim pracy, wezwie nayoświeceńszych y naycnotliwszych Obywatelow Oboyga Narodow, (w czym na iego wybor się spuszczamy zupełnie). Komisja miała oprzeć swą pracę na ideałach kodyfikacji oświecenia. W swych pracach nie trzymała się kurczowo dotychczasowego ustawodawstwa, wprowadzając wiele innowacji. Po dwóch latach studiów (w 1778 r.) komisja ogłosiła drukiem i zaprezentowała sejmowi wynik swych prac. Kodeks ułożony był według systematyki justyniańskiej (osoby – rzeczy – skargi, personae – res – actiones). Kodeks był wyrazem kompromisu pomiędzy szlachtą i mieszczaństwem, poważnie ograniczał także jurysdykcję Stolicy Apostolskiej na ziemiach polskich. Obejmował przepisy z działów prawa cywilnego, karnego procesowego regulował także stosunki społeczno-gospodarcze.
Nuncjusz apostolski Giovanni Andrea Archetti, działając w porozumieniu z ambasadorem rosyjskim Ottonem Magnusem von Stackelbergiem doprowadził w 1780 do przekupienia posłów i odrzucenia projektu kodyfikacji prawa. Przedstawiciel Stolicy Apostolskiej wypełnił instrukcje, przysłane mu przez sekretarza stanu Lazzaro Opizio Pallaviciniego, który jednak zalecał ostrożność: aby porozumienie i łączenie się nasze z państwem heretyckim nie wyszło tam niepotrzebnie na jaw z naszą szkodą, jakkolwiek takimi środkami posługuje się nieraz Opatrzność, aby pomieszać szyki ludzkiej polityki dla dobra Kościoła i jego głowy. Silny sprzeciw wyrazili również reprezentanci Litwy, którzy obawiali się utraty odrębności Wielkiego Księstwa Litewskiego w zakresie prawa sądowego (Statuty Litewskie). Negacja miała charakter manifestacyjny; nie przeprowadzono merytorycznej dyskusji nad propozycjami oraz zastrzeżono, że Zbiór praw nie może być ponownie przedłożony Sejmowi pod obrady; tenże Zbiór Praw (…) na zawsze uchylamy i na żadnym Sejmie aby nie był wskrzeszany, mieć chcemy. Projekt był wykorzystywany przy analizie polskiego prawa i późniejszej próbie jego kodyfikacji. Zbiór praw sądowych jest jednym z projektów prawa polskiego opracowanych w czasach I Rzeczypospolitej, które nie weszły w życie.

## Regulacje
Zbiór zawierał przepisy reformujące stosunki społeczne i polityczne. Przewidywał ograniczenie poddaństwa osobistego chłopów i sądownictwa patrymonialnego:
- uwalniał z poddaństwa niektóre kategorie chłopów.
- wprowadzał stosunki kontraktowe między chłopami a dworem.
- poddawał regulacje dotyczące ludności chłopskiej pod kontrolę i ochronę państwa. Np.;
  - skargi na umowy o grunt z właścicielem rozstrzygać miał sąd grodzki.

Był to wyraz idei interwencjonizmu i reglamentacji w relacjach pan – chłop.
Najwięcej innowacji przewidziano w dziedzinie prawa cywilnego np.:
- ustanawiał jednolite zasady obrotu gospodarczego
- wprowadzał wolność kształtowania stosunku prawnego
- zmierzał do określenia równości stanów
- opieka; w swych postanowieniach wzorował się na regulacjach Korektury pruskiej, opieka straciła charakter prywatny i rodzinny – została przekształcona w sprawę społeczną podlegającą kontroli państwa
- kuratela; rozszerzał kuratelę nad kobietami i marnotrawcami (co stanowi przykład regulacji zachowawczej)
- w dziedzinie prawa zobowiązań przewidywał nowe rodzaje umów lepiej odpowiadające ówczesnej rzeczywistości lub w sposób pełniejszy regulował już istniejące:
  - umowa o przewóz
  - umowa komisu
  - umowa spółki aukcyjnej.

W prawie karnym przeprowadził jego unifikację (eliminował luki prawa stanowionego) zachowały się w dużej mierze stare normy, feudalne instytucje i pojęcia, Zbiór przewidywał m.in.:
- kwalifikowane kary śmierci
- za uzasadnienie kary przyjmował prewencję generalną
- zaostrzał represje karną.

Kodeks przewidywał również postępowe regulacje np. poszerzenie zasady publicznoprawnej, wykluczenie dawności przy zabójstwie. Przepisy były w znacznej mierze przejęte z postulatów doktryny humanitarnej;
- likwidował przejawy arbitralności wymiaru kary
- przewidywał zasady
  - nullum crimen sine lege
  - nulla poena sine lege
- dążył do subiektywizacji oraz indywidualizacji odpowiedzialności karnej
- rozszerzał stosowanie kary pozbawienia wolności
- chciał znieść odpowiedzialność odszkodowawczą za czyny popełnione w obronie koniecznej.

W przepisach dotyczących prawa procesowego przewidywał
- wyodrębnienie osobnych procedur:
  - cywilnej
  - karnej
    - zawierającej postulaty humanitarystów; przewidywano gwarancje swobód jednostki w procesie, zasada domniemania niewinności
    - Jednocześnie; zwiększono rolę insygnatora (czynnik publiczny w procesie), wzbogacono postępowanie o elementy procesu inkwizycyjnego.

Proces karny regulowany w Zbiorze praw miał charakter procesu mieszanego (inkwizycyjno-skargowy)
Zbiór praw zawierał także normy z zakresu prawa kościelnego:
- ograniczenie zależności polskiego Kościoła od papiestwa
- rozszerzał administracyjne i edukacyjne obowiązki kleru.